# Mega (datalagringstjeneste)
MEGA er en krypteret cloud storage. MEGA er skabt af manden bag det tidligere Megaupload Kim Dotcom. MEGA blev lanceret den 19. januar 2013, på etårsdadagen for beslaglæggelsen af Megaupload.. Kim Dotcom kunne ikke få lov til at oprette domænnavnet me.ga, i Gabon, hvorfor han i stedet registrerede sitet i hans nye hjemland New Zealand under navnet mega.co.nz.
MEGA har en cross-platform klient (Android, iOS, Linux, og Windows), som giver brugerne mulighed for at synkronisere enhver fil i en MEGA mappe på computeren, der derefter synkroniseres til nettet og brugerens andre computere med MEGA klienten installeret.
Filer i MEGA mappen kan deles med andre eller tilgås fra nettet.
MEGA tilbyder en gratis konto med 50 GB lagerplads. Det er muligt at opgradere til 500 GB, 2 TB eller 4 TB ved at betale et månedligt eller årligt gebyr.

## References
1. ↑  "Elaborate claims about new Dotcom site". 3 News NZ. 1. november 2012.
2. ↑  "Gabon suspends Kim Dotcom's me.ga domain". 3 News NZ. 7. november 2012. Arkiveret fra originalen 29. oktober 2013. Hentet 27. marts 2013.
3. ↑  "Dotcom goes for NZ web address". 3 News NZ. 13. november 2012. Arkiveret fra originalen 20. oktober 2013. Hentet 27. marts 2013.